# Opération Atlantic Resolve
Guerre russo-ukrainienne
L'opération Atlantic Resolve est la réponse des États-Unis, dans le cadre de l'OTAN, à la guerre russo-ukrainienne.

## Déroulement
L'opération consiste en la rotation de troupes américaines sur le sol de l'Europe et en particulier en Europe centrale et orientale.
Elle commence le 23 avril 2014 par le déploiement de parachutistes de la 173e brigade.
L'opération prévoit une rotation de troupes depuis les États-Unis mais aussi des manœuvres conjointes comme Dragoon Crossing, Dragoon Ride, Iron Sword ou Peace Sentinel. Des rotations ont lieu tous les neuf mois depuis 2014.
En juillet 2023, le président américain Joe Biden décide de l'envoi en Europe de 3 000 réservistes pour renforcer l'opération, dans le cadre de l'invasion russe de l'Ukraine.

## Galerie d'images

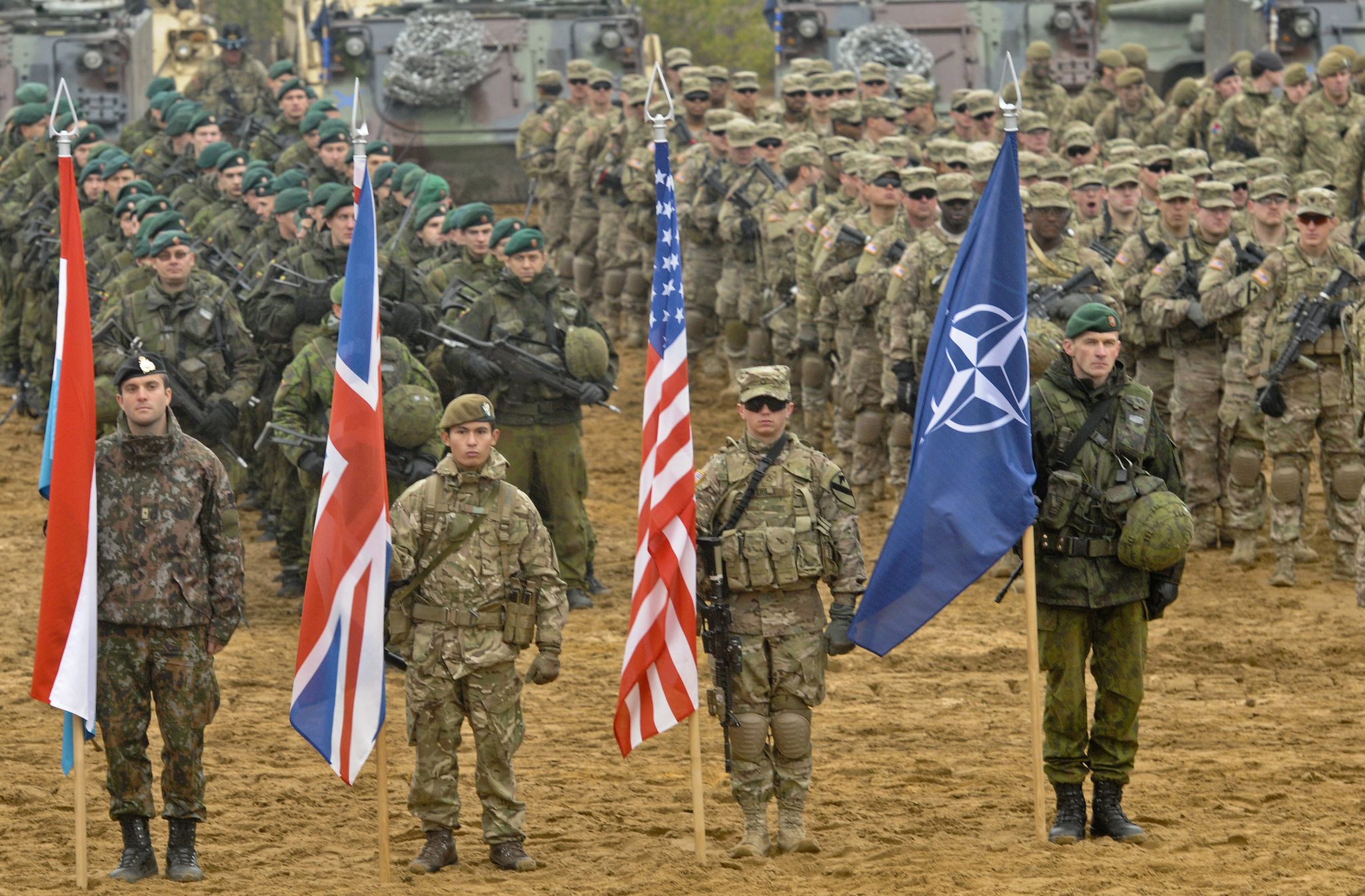
Iron Sword en 2014.
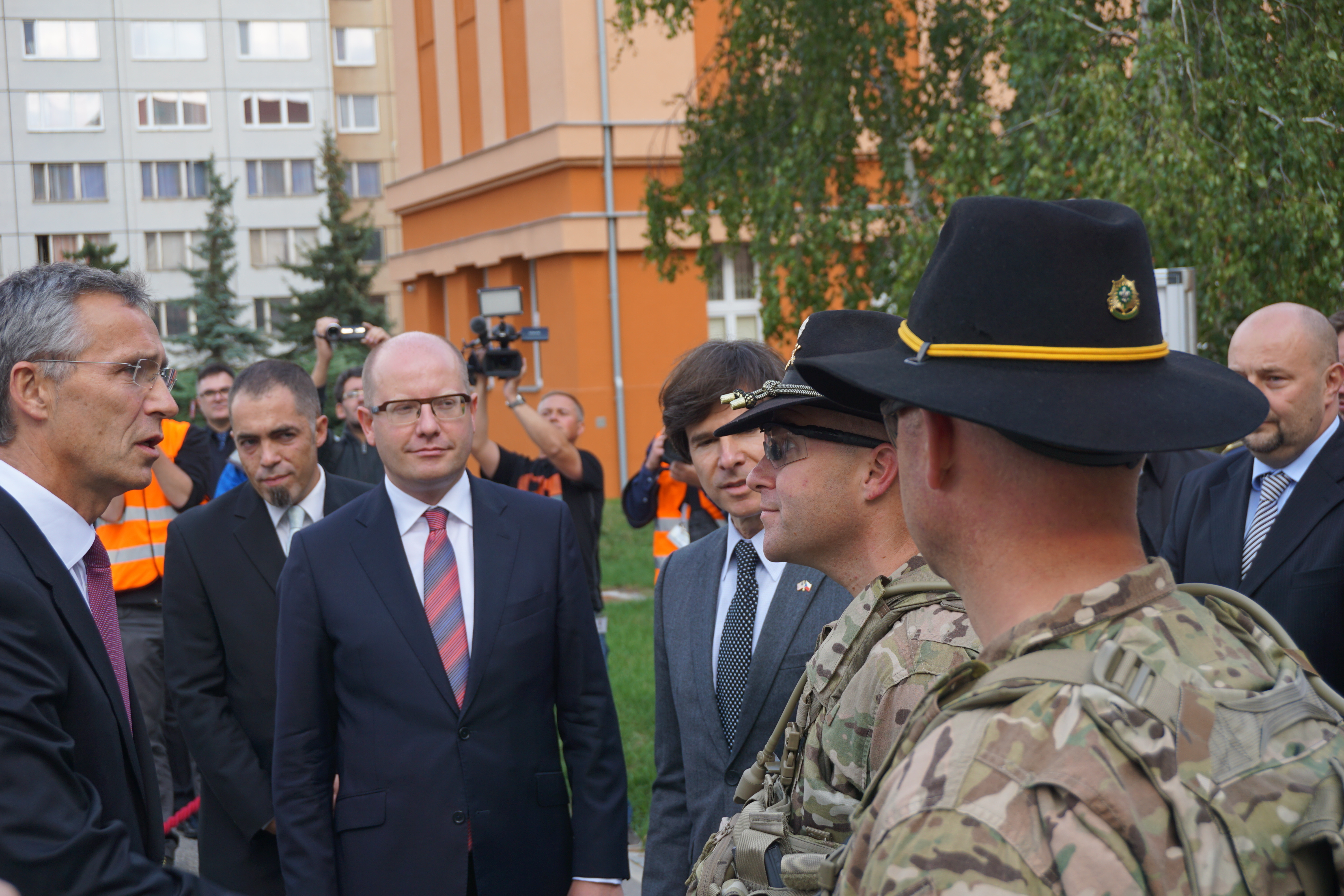
Dragoon Crossing avec Bohuslav Sobotka.
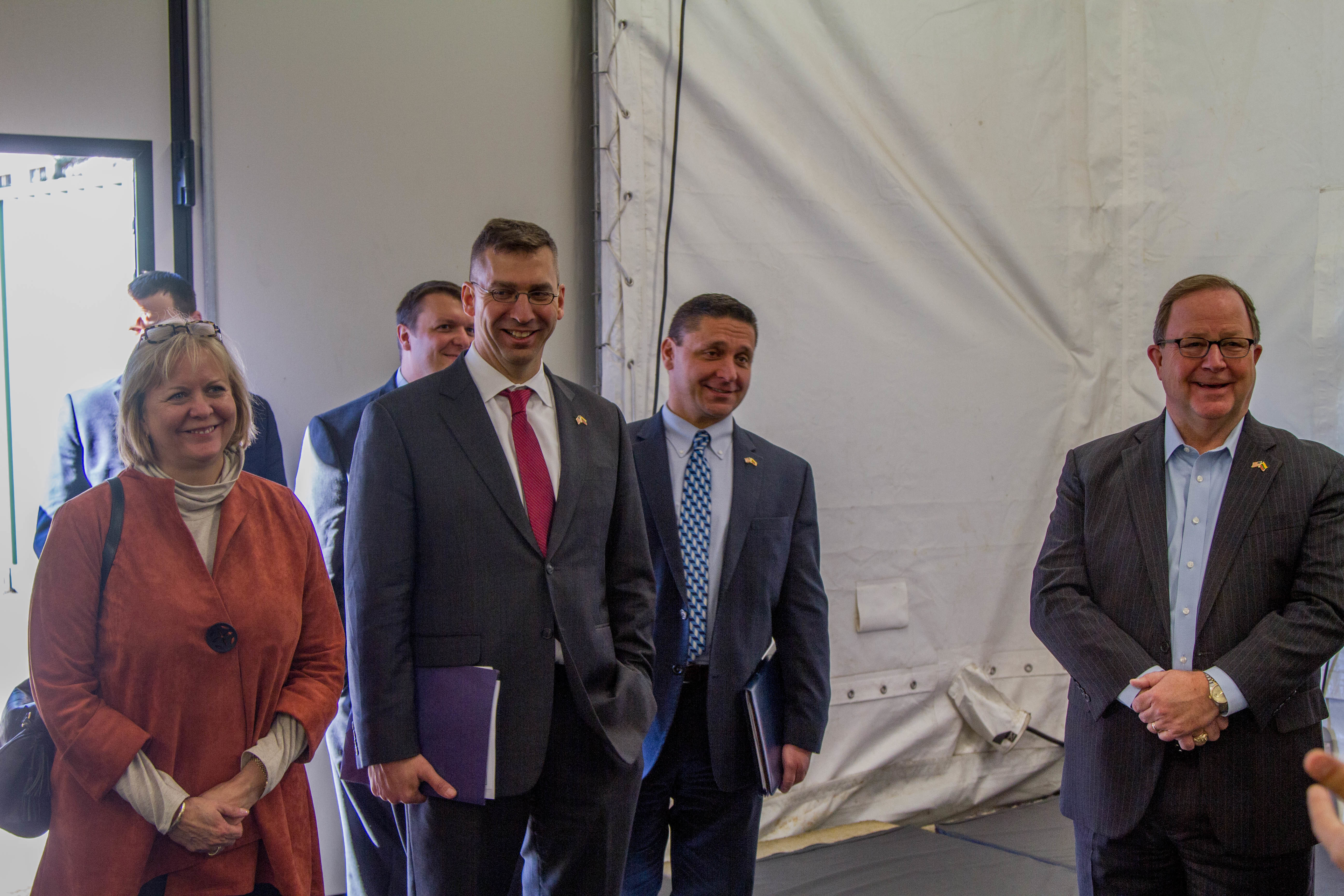
Sur le polygone de Gaižiūnai en 2016, visite de Bill Flores et Anne Hall.